# غريغ أولدفيلد
غريغ أولدفيلد (بالإنجليزية: Greg Oldfield)‏ (10 فبراير 1995 - ) هو لاعب كريكت جنوب أفريقي.

## وصلات خارجية
- غريغ أولدفيلد على موقع إي آس بي آن كريك إنفو (الإنجليزية)